# Dacre Montgomery
Dacre Montgomery (ur. 22 listopada 1994 w Perth) – australijski aktor, który wystąpił m.in. w filmie Power Rangers (2017) i serialu Stranger Things.

## Życiorys
Urodził się w Perth w Australii jako syn Kanadyjki, Judith Barrett-Lennard, i Nowozelandczyka, Scotta Montgomery’ego-Harveya. Jego rodzice pracowali w branży filmowej. Kiedy miał 10 lat, zapisał się na lekcje aktorstwa. Ukończył Mount Lawley Senior High School. W 2015 rozpoczął studia w Western Australian Academy of Performing Arts przy Uniwersytecie Edith Cowan.
Kilka miesięcy przed ukończeniem akademii przyjął rolę Jasona Scotta, czerwonego Rangera i przywódcy gangu w filmie Power Rangers (2017), za którą był nominowany do Teen Choice Awards. Kiedy ogłoszono castingi do roli Billy’ego Hargrove'a w drugim sezonie serialu Netflix Stranger Things, przebywał w Perth. Angaż do produkcji dostał po jednej rozmowie przez Skype’a z reżyserami, braćmi Mattem i Rossem Dufferami, z którymi po raz pierwszy zobaczył się osobiście pierwszego dnia na planie. Za występ w serialu był nominowany do Nagrody Gildii Aktorów Ekranowych i MTV Movie Award.

## Filmografia
| Rok       | Tytuł                  | Rola                     | Uwagi                 |
| --------- | ---------------------- | ------------------------ | --------------------- |
| 2011      | Betrand the Terrible   | Fred                     | film krótkometr.      |
| 2015      | Godot’s Clinic         | Barnabus Stottle         | film krótkometr.      |
| 2017      | A Few Less Men         | Mike                     | film                  |
| 2017      | Power Rangers          | Jason Scott / Red Ranger | film kinowy, gł. rola |
| 2017      | Better Watch Out       | Jeremy                   | film kinowy           |
| 2017–2022 | Stranger Things        | Billy Hargrove           | serial, gł. obsada    |
| 2020      | Galeria złamanych serc | Nick                     | film kinowy           |
| 2022      | Elvis                  | Steve Binder             | film kinowy           |
| 2024      | Went Up the Hill       | Jack                     | film kinowy           |
| 2025      | Spider & Jessie        | Reece                    | film kinowy           |